# Сохос, Лазарос
Лазарос Сохос (греч. Λάζαρος Σώχος, 1862—1911) — греческий скульптор XIX века.

## Биография
Лазарос Сохос родился в 1862 году на острове Тинос, известным своими каменотёсами, камнерезами и скульпторами. Родители Сохоса были бедными земледельцами и в 9-летнем возрасте Сохос был вынужден оставить Тинос и поселится в Константинополе у своего дяди камнереза.
Сохос быстро освоил премудрости ремесла и получил первые навыки как скульптор. Одновременно он настойчиво просил и был послан в художественную школу француза Гийеме. Там он сразу заслужил восхищение и уважение своих учителей.
После смерти Гийеме его школа закрылась. Сохос, имея на руках только рекомендательное письмо, приехал в Афины, к скульптору Леонидасу Дросису. Здесь он длительное время работал за малую плату и одновременно посещал уроки скульптуры и живописи в Политехническом институте у Никифороса Литраса.
Сохос закончил с оценкой отлично все классы скульптуры и живописи. Будучи ещё студентом, Сохос изваял две скульптуры, которые украшают бывший королевский дворец в Афинах: «Персей, несущий голову Медузы» и «Одиссей, опознанный (его собакой) Аргосом». «Персей» получил награду в 1884 году.
В университете он встретил свою старую знакомую из школы Guillemet в Константинополе, госпожу Властос. С её помощью Сохос уехал в Париж продолжать учёбу. Там Сохос отличился, завоевав на различных конкурсах в общей сложности 17 серебряных и бронзовых медалей. Вернувшись в Грецию, Сохос становится преподавателем в Школе изящных искусств. Одновременно Сохос создает ряд произведений, многие из которых получили награды.
Ему же принадлежит и реставрация античного льва на поле боя Херонея.
Умер Сохос в Афинах в 1911 году.

## Работы
Наиболее известными являются его следующие работы:
- бюст Адамантиоса Кораиса на парижском кладбище Монпарнас.
- конная статуя Теодороса Колокотрониса, награждённая на парижской выставке в 1900 году, а также Римской академией. Статуя была изготовлена в Париже в 1900 году и установлена в Афинах в 1904 году перед парламентом (ныне Национальный исторический музей Греции).

2 барельефа в основании статуи также признаны одними из лучших его произведений
- также в Париже была награждена его «Муза возвращающаяся в Афины».
- был награждён также его незаконченный памятник Байрону.
- памятники меценатам Георгиосу Зарифису[греч.] и Андреасу Сингросу, миниатюры которых он послал на выставку в Рим.